# Test de Wada
En neurologie, le test de Wada consiste à injecter un anesthésique (en général de l'amobarbital sodique) dans l'une des artères carotides internes (droite ou gauche) de façon à déterminer quel est l'hémisphère cérébral dominant pour une fonction cognitive donnée, en général le langage. En effet, au cours de la procédure, le patient reste parfaitement conscient, mais une fois anesthésié l'hémisphère testé ne peut plus assurer ses fonctions si bien que s'il s'agit de l'hémisphère dominant pour le langage, le patient se trouve momentanément (jusqu'à disparition de l'effet anesthésique) incapable de communiquer verbalement (certains épileptiques ont la fonction du langage sur les deux hémisphères). Par ailleurs, du fait de la décussation des voies motrices, le patient est aussi temporairement paralysé du côté opposé à l'injection. Pendant l'endormissement de chaque hémisphère, on teste la mémoire verbale, visuelle, immédiate, à long terme ainsi que le rappel immédiat et libre.
Le nom de cette procédure vient du Docteur Juhn Wada qui inventa ce procédé tout à la fin des années 1940 au Japon. C'est une procédure qui est très souvent employée chez les patients épileptiques afin de préparer une intervention chirurgicale.
Le test de Wada est aujourd'hui amélioré par l'introduction de nouveaux anesthésiques qui ont un effet moins prolongé (environ 3 minutes contre 3 heures auparavant), ce qui permet le passage rapide du test sur l'hémisphère gauche au droit.
Curieusement, chez certains patients, la paralysie de l'hémisphère droit provoque une euphorie, et celle de l'hémisphère gauche une peur, une panique. D'autre part, à la fin du test ils ne se souviennent pas avoir vécu ces émotions.[réf. nécessaire]
Après 50 ans d'utilisation, les médecins cherchent à remplacer le test de Wada avec des méthodes plus délicates telles que l'imagerie cérébrale (notamment imagerie par résonance magnétique fonctionnelle, ou magnétoencéphalographie).